# Савіна Раїса Іванівна
Раїса Іванівна Савіна (27 травня 1948, село Верба, тепер Новгород-Сіверського району Чернігівської області) — радянська діячка, прядильниця Чернігівського виробничо-торгового текстильно-швейного об'єднання. Член ЦК КПРС у 1990—1991 роках.

## Життєпис
У 1966 році закінчила Понорницьку середню школу Коропського району Чернігівської області.
З 1966 року — прядильниця Чернігівського виробничо-торгового текстильно-швейного об'єднання міста Чернігова.
Член КПРС з 1980 року.
Подальша доля невідома.